# Адад-яшма
Адад-яшма (Ішкур-ішме) (*д/н — поч. XIII ст. до н. е.) — хазану (цар) Сідона кін. XIV — поч. XIII ст. до н. е. Ім'я перекладається як «Адад почув». Відомий також як Імту.

## Життєпис
Ймовірно був сином або іншим родичем царя Зімр-Адди II. Є уривчаста згадка про нього в одному з листів амарнського архіву та листі невідомого угаритського царя. В останньому він названий Імту. Тому тривалий час розглядали це як власне ім'я. Подальша дешифровка виявила інший переклад — «брат». Тобто один до одного зверталися правителі рівного статусу. В подальшому виявлено ім'я сідонського царя Ішкур-ішме. Можливо тут відбився вплив амореїв, або це угаритський аналог імені Адад-яшма. оскільки фінікійський бог Адад був аналогом аккадсько-шумерського бога Ішкура. Також в іншому листі, який не було відправлено, згадується саме як Адад-яшма.
За панування цього царя зберігається військово-політичний союз з Амурру. Налагоджуються дипломатичні та торговельні відносини з Угаритом. Сам Ішкур-ішме починає йменувати себе володарем Сідонської землі, в той час як інші царі фінікійців називають себе правителями лише міст. На думку дослідників це свідчить про гегемонію Сідону щонайменше на Півдні Фінікії.
Йому спадкував Япа-Адад.